# Tableau synoptique des œuvres littéraires à l'origine de livrets d'opéras ou de ballets
Ce tableau synoptique met en correspondance les œuvres littéraires ou théâtrales et leurs auteurs (et/ou quelques personnages ou situations mythologiques ou historiques) avec les œuvres opératiques ou chorégraphiques inspirées aux compositeurs, librettistes et chorégraphes par les premières.
Pour une mise en perspective plus large et commentée de l'ensemble des œuvres musicales avec la littérature et les beaux-arts dans leur contexte historique, on se reportera à l'ouvrage de François Sabatier, Les Miroirs de la musique.
Le tableau ci-après est constitué des données extraites des articles de Wikipédia auxquels on pourra se référer pour plus de détails en cliquant sur les liens. Lorsque l'article n'existe pas, le lien est rouge et sa rédaction peut être demandée aux projets correspondants : mythologie (grecque ou autre), histoire, littérature, théâtre, opéra, danse. Lorsque l'article existe dans une autre Wikipédia, il peut être consulté dans la langue indiquée par un lien associé et sa traduction demandée de même (Cf. Projet:Musique classique/À faire).
Les données sont saisies à l'origine selon l'ordre alphabétique des titres des œuvres littéraires. Elles sont triables selon le choix désiré : ordre alphabétique des auteurs, compositeurs, librettistes, chorégraphes, titres d'œuvres opératiques, chorégraphiques, genres, pays ou ordre chronologique des dates de parution ou de création.
| Titre de l'œuvre littéraire                     | Genre               | Nom de l'auteur                         | Personnage ou situation mythologique ou historique | Année de parution | Pays de parution   | Titre original de l'opéra ou du ballet (Titre en français)          | Genre         | Nom du compositeur             | Nom du librettiste ou du chorégraphe                                                        | Année de création | Pays de création   | Référence |
| ----------------------------------------------- | ------------------- | --------------------------------------- | -------------------------------------------------- | ----------------- | ------------------ | ------------------------------------------------------------------- | ------------- | ------------------------------ | ------------------------------------------------------------------------------------------- | ----------------- | ------------------ | --------- |
| Affaire Makropoulos (L') (en)                   | Théâtre             | Čapek (Karel)                           |                                                    | 1922              | République tchèque | Affaire Makropoulos (L')                                            | opéra         | Janáček (Leoš)                 | Janáček (Leoš)                                                                              | 1926              | République tchèque |           |
| Alceste                                         | Théâtre             | Euripide                                | Alceste                                            | -438              | Grèce antique      | Alceste ou le Triomphe d'Alcide                                     | opéra         | Lully (Jean-Baptiste)          | Quinault (Philippe)                                                                         | 1674              | France             |           |
| Alceste                                         | Théâtre             | Euripide                                | Alceste                                            | -438              | Grèce antique      | Alceste                                                             | opéra         | Gluck (Christoph Willibald)    | Calzabigi (Ranieri de')                                                                     | 1767              | Autriche           |           |
| Aminta                                          | Théâtre             | Tasse (Le)                              |                                                    | 1573              | Italie             | Re pastore (Il)                                                     | opéra         | Gluck (Christoph Willibald)    | Metastasio (Pietro)                                                                         | 1756              | Autriche           |           |
| Aminta                                          | Théâtre             | Tasse (Le)                              |                                                    | 1573              | Italie             | Re pastore (Il)                                                     | opéra         | Piccini (Niccolò)              | Metastasio (Pietro)                                                                         | 1760              | Italie             |           |
| Aminta                                          | Théâtre             | Tasse (Le)                              |                                                    | 1573              | Italie             | Re pastore (Il)                                                     | opéra         | Mozart (Wolfgang Amadeus)      | Metastasio (Pietro)                                                                         | 1775              | Autriche           |           |
| Aminta                                          | Théâtre             | Tasse (Le)                              |                                                    | 1573              | Italie             | Sylvia ou la Nymphe de Diane                                        | Ballet        | Delibes (Léo)                  | Mérante (Louis-Alexandre) : chorégraphie Barbier (Jules) : livret                           | 1876              | France             |           |
| Aminta                                          | Théâtre             | Tasse (Le)                              |                                                    | 1573              | Italie             | Sylvia ou la Nymphe de Diane                                        | Ballet        | Delibes (Léo)                  | Ivanov (Lev) Gerdt (Pavel) Legat (Nicolas)                                                  | 1901              | Russie             |           |
| Aminta                                          | Théâtre             | Tasse (Le)                              |                                                    | 1573              | Italie             | Sylvia ou la Nymphe de Diane                                        | Ballet        | Delibes (Léo)                  | Lifar (Serge)                                                                               | 1941              | France             |           |
| Aminta                                          | Théâtre             | Tasse (Le)                              |                                                    | 1573              | Italie             | Sylvia ou la Nymphe de Diane                                        | Ballet        | Delibes (Léo)                  | Balanchine (George)                                                                         | 1950              | États-Unis         |           |
| Aminta                                          | Théâtre             | Tasse (Le)                              |                                                    | 1573              | Italie             | Sylvia ou la Nymphe de Diane                                        | Ballet        | Delibes (Léo)                  | Ashton (Frederick)                                                                          | 1952              | Royaume-Uni        |           |
| Aminta                                          | Théâtre             | Tasse (Le)                              |                                                    | 1573              | Italie             | Sylvia ou la Nymphe de Diane                                        | Ballet        | Delibes (Léo)                  | Neumeier (John)                                                                             | 1997              | France             |           |
| Aminta                                          | Théâtre             | Tasse (Le)                              |                                                    | 1573              | Italie             | Sylvia ou la Nymphe de Diane                                        | Ballet        | Delibes (Léo)                  | Morris (Mark)                                                                               | 2004              | États-Unis         |           |
| Angelo, tyran de Padoue                         | Théâtre             | Hugo (Victor)                           |                                                    | 1835              | France             | Gioconda (La)                                                       | opéra         | Ponchielli (Amilcare)          | Boito (Arrigo)                                                                              | 1876              | Italie             |           |
| Années d'apprentissage de Wilhelm Meister (Les) | Littérature         | Goethe                                  |                                                    | 1796              | Allemagne          | Mignon                                                              | opéra         | Thomas (Ambroise)              | Barbier (Jules) Carré (Michel)                                                              | 1866              | France             |           |
| Arlésienne (L')                                 | Théâtre             | Daudet (Alphonse)                       |                                                    | 1872              | France             | Arlesiana (L')                                                      | opéra         | Cilea (Francesco)              | Marenco (Leopoldo)                                                                          | 1897              | Italie             |           |
| Barbe bleue (La)                                | Littérature         | Perrault (Charles)                      |                                                    | 1697              | France             | Raoul Barbe-Bleue                                                   | opéra         | Grétry (André)                 | Sedaine (Michel-Jean)                                                                       | 1789              | France             |           |
| Barbe bleue (La)                                | Littérature         | Perrault (Charles)                      |                                                    | 1697              | France             | Barbe-Bleue                                                         | opéra         | Offenbach (Jacques)            | Meilhac (Henri) Halévy (Ludovic)                                                            | 1866              | France             |           |
| Barbe bleue (La)                                | Littérature         | Perrault (Charles)                      |                                                    | 1697              | France             | Barbe-Bleue                                                         | Ballet        | Schenck (Peter)                | Petipa (Marius)                                                                             | 1896              | Russie             |           |
| Barbe bleue (La)                                | Littérature         | Perrault (Charles)                      |                                                    | 1697              | France             | Ariane et Barbe-Bleue                                               | opéra         | Dukas (Paul)                   | Maeterlinck (Maurice)                                                                       | 1907              | France             |           |
| Barbe bleue (La)                                | Littérature         | Perrault (Charles)                      |                                                    | 1697              | France             | Le Château de Barbe-Bleue                                           | opéra         | Bartók (Béla)                  | Balázs (Béla)                                                                               | 1911              | Hongrie            |           |
| Barbe bleue (La)                                | Littérature         | Perrault (Charles)                      |                                                    | 1697              | France             | Ritter Blaubart                                                     | opéra         | Reznicek (Emil von)            | Eulenberg (Herbert)                                                                         | 1920              | Allemagne          |           |
| Barbe bleue (La)                                | Littérature         | Perrault (Charles)                      |                                                    | 1697              | France             | Ottava moglie di Barbablù (L') (La Huitième Femme de Barbe bleue)   | opéra         | Frazzi (Vito)                  | Cinelli (Delfino)                                                                           | 1940              | Italie             |           |
| Barbe bleue (La)                                | Littérature         | Perrault (Charles)                      |                                                    | 1697              | France             | Douce et Barbe Bleue                                                | opéra         | Aboulker (Isabelle)            |                                                                                             | 2003              | France             |           |
| Barbier de Séville (le)                         | Théâtre             | Beaumarchais (Pierre-Augustin Caron de) |                                                    | 1775              | France             | Barbiere di Siviglia (Il)                                           | opéra         | Giovanni Paisiello             | Giuseppe Petrosellini                                                                       | 1782              | Russie             |           |
| Barbier de Séville (le)                         | Théâtre             | Beaumarchais (Pierre-Augustin Caron de) |                                                    | 1775              | France             | Barbiere di Siviglia (Il)                                           | opéra         | Rossini (Gioachino)            | Sterbini Cesare)                                                                            | 1816              | Italie             |           |
| Beaucoup de bruit pour rien                     | Théâtre             | Shakespeare (William)                   |                                                    | 1600              | Royaume-Uni        | Béatrice et Bénédict                                                | opéra         | Berlioz (Hector)               | Berlioz (Hector)                                                                            | 1862              | Allemagne          |           |
| Belle au bois dormant (La)                      | Littérature         | Perrault (Charles)                      |                                                    | 1697              | France             | Belle au bois dormant (La)                                          | opéra         | Carafa (Michele)               | Planard (Eugène de)                                                                         | 1825              | France             |           |
| Belle au bois dormant (La)                      | Littérature         | Perrault (Charles)                      |                                                    | 1697              | France             | Belle au bois dormant (La)                                          | Ballet        | Hérold (Ferdinand)             | Aumer (Jean-Pierre) Scribe (Eugène)                                                         | 1829              | France             |           |
| Belle au bois dormant (La)                      | Littérature         | Perrault (Charles)                      |                                                    | 1697              | France             | Belle au bois dormant (La)                                          | Ballet        | Tchaïkovski (Piotr Ilitch)     | Petipa (Marius)                                                                             | 1890              | Russie             |           |
| Belle au bois dormant (La)                      | Littérature         | Perrault (Charles)                      |                                                    | 1697              | France             | La Belle au bois dormant Dornröschen                                | opéra         | Humperdinck (Engelbert)        | Ebeling (Elisabeth) Filhés (Bertha)                                                         | 1902              | Allemagne          |           |
| Billy Budd                                      | Littérature         | Melville (Herman)                       |                                                    | 1924              | États-Unis         | Billy Budd                                                          | opéra         | Ghedini (Giorgio Federico)     | Quasimodo (Salvatore)                                                                       | 1949              | Italie             |           |
| Billy Budd                                      | Littérature         | Melville (Herman)                       |                                                    | 1924              | États-Unis         | Billy Budd                                                          | opéra         | Britten (Benjamin)             | Forster (Edward Morgan) Crozier (Eric)                                                      | 1951              | Royaume-Uni        |           |
| Boris Godounov                                  | Théâtre             | Pouchkine (Alexandre)                   |                                                    | 1825              | Russie             | Boris Godounov                                                      | opéra         | Moussorgski (Modeste)          | Moussorgski (Modeste)                                                                       | 1874              | Russie             |           |
| Brigands (Les)                                  | Théâtre             | Schiller (Friedrich von)                |                                                    | 1782              | Allemagne          | Masnadieri (I)                                                      | opéra         | Verdi (Giuseppe)               | Maffei (Andrea)                                                                             | 1847              | Royaume-Uni        |           |
| Bruges-la-Morte                                 | Roman               | Rodenbach (George)                      |                                                    | 1892              | Belgique           | Die tote Stadt                                                      | opéra         | Korngold (Erich Wolfgang )     | Paul Schott (pseudonyme du compositeur) avec son père                                       | 1982              | Allemagne          |           |
| Cabale et Amour                                 | Théâtre             | Schiller (Friedrich von)                |                                                    | 1784              | Allemagne          | Luisa Miller                                                        | opéra         | Verdi (Giuseppe)               | Cammarano (Salvadore)                                                                       | 1849              | Italie             |           |
| Capitaine Fracasse (Le)                         | Littérature         | Gautier (Théophile)                     |                                                    | 1863              | France             | Capitaine Fracasse (Le)                                             | opéra         | Levadé (Charles-Gaston)        | Carré (Michel) Bergerat (Émile)                                                             | ?                 | France             |           |
| Caprices de Marianne (Les)                      | Théâtre             | Musset (Alfred de)                      |                                                    | 1851              | France             | Caprices de Marianne (Les)                                          | opéra         | Sauguet (Henri)                | Grédy (Jean-Pierre)                                                                         | 1954              | France             |           |
| Carmen                                          | Littérature         | Mérimée (Prosper)                       |                                                    | 1845              | France             | Carmen                                                              | opéra         | Bizet (Georges)                | Meilhac (Henri) Halevy (Ludovic)                                                            | 1875              | France             |           |
| Carmen                                          | Littérature         | Mérimée (Prosper)                       |                                                    | 1845              | France             | Carmen                                                              | Ballet        | Bizet (Georges)                | Petit (Roland)                                                                              | 1949              | Royaume-Uni        |           |
| Carmen                                          | Littérature         | Mérimée (Prosper)                       |                                                    | 1845              | France             | Carmen Suite                                                        | Ballet        | Chtchedrine (Rodion)           | Alonso (Alberto)                                                                            | 1967              | Russie             |           |
| Carrosse du Saint-Sacrement (Le)                | Théâtre             | Mérimée (Prosper)                       |                                                    | 1829              | France             | Périchole (La)                                                      | opéra         | Offenbach (Jacques)            | Meilhac (Henri) Halevy (Ludovic)                                                            | 1868              | France             |           |
| Carrosse du Saint-Sacrement (Le)                | Théâtre             | Mérimée (Prosper)                       |                                                    | 1829              | France             | Carrosse du Saint-Sacrement (Le)                                    | opéra         | Büsser (Henri)                 | Büsser (Henri)                                                                              | 1948              | France             |           |
| Cendrillon                                      | Littérature         | Perrault (Charles)                      |                                                    | 1697              | France             | Cendrillon                                                          | opéra         | Laruette (Jean-Louis)          | Anseaume (Louis)                                                                            | 1759              | France             |           |
| Cendrillon                                      | Littérature         | Perrault (Charles)                      |                                                    | 1697              | France             | Cendrillon                                                          | opéra         | Isouard (Nicolas)              | Étienne (Charles-Guillaume)                                                                 | 1810              | France             |           |
| Cendrillon                                      | Littérature         | Perrault (Charles)                      |                                                    | 1697              | France             | Cenerentola (La)                                                    | opéra         | Rossini (Gioacchino)           | Ferretti (Jacopo)                                                                           | 1817              | Italie             |           |
| Cendrillon                                      | Littérature         | Perrault (Charles)                      |                                                    | 1697              | France             | Cendrillon                                                          | Ballet        | Vietinghoff-Scheel (Boris von) | (Petipa (Marius) Cecchetti (Enrico) Ivanos (Lev)                                            | 1893              | Russie             |           |
| Cendrillon                                      | Littérature         | Perrault (Charles)                      |                                                    | 1697              | France             | Cendrillon                                                          | opéra         | Massenet (Jules)               | Cain (Henri)                                                                                | 1899              | France             |           |
| Cendrillon                                      | Littérature         | Perrault (Charles)                      |                                                    | 1697              | France             | Cendrillon                                                          | Ballet        | Prokofiev (Sergueï)            | Ashton (Frederick)                                                                          | 1948              | Royaume-Uni        |           |
| Cendrillon                                      | Littérature         | Perrault (Charles)                      |                                                    | 1697              | France             | Cendrillon                                                          | Ballet        | Prokofiev (Sergueï)            | Marin (Maguy)                                                                               | 1985              | France             |           |
| Cendrillon                                      | Littérature         | Perrault (Charles)                      |                                                    | 1697              | France             | Cendrillon                                                          | Ballet        | Prokofiev (Sergueï)            | Noureev (Rudolf)                                                                            | 1986              | France             |           |
| Cendrillon                                      | Littérature         | Perrault (Charles)                      |                                                    | 1697              | France             | Cendrillon                                                          | Ballet        | Prokofiev (Sergueï)            | Maillot (Jean-Christophe)                                                                   | 1999              | Monaco             |           |
| Cid (Le)                                        | Théâtre             | Corneille (Pierre)                      |                                                    | 1636              | France             | Cid (Le)                                                            | opéra         | Massenet (Jules)               | Ennery (Adolphe d' Gallet (Louis) Blau (Édouard)                                            | 1885              | France             |           |
| Colomba                                         | Littérature         | Mérimée (Prosper)                       |                                                    | 1840              | France             | Colomba                                                             | opéra         | Busser (Henri)                 | Busser (Henri)                                                                              | 1921              | France             |           |
| Contes de ma mère l'Oye (Les)                   | Littérature         | Perrault (Charles)                      |                                                    | 1697              | France             | Ma mère l'Oye                                                       | Ballet        | Ravel (Maurice)                | Hugard (Jane)                                                                               | 1912              | France             |           |
| Dame aux camélias (La)                          | Littérature Théâtre | Dumas fils (Alexandre)                  |                                                    | 1848 1852         | France             | Traviata (La)                                                       | opéra         | Verdi (Giuseppe)               | Piave (Francesco Maria)                                                                     | 1853              | Italie             |           |
| Dame aux camélias (La)                          | Littérature Théâtre | Dumas fils (Alexandre)                  |                                                    | 1848 1852         | France             | Marguerite et Armand (en)                                           | Ballet        | Liszt (Franz)                  | Ashton (Frederick)                                                                          | 1963              | Royaume-Uni        |           |
| Dame aux camélias (La)                          | Littérature Théâtre | Dumas fils (Alexandre)                  |                                                    | 1848 1852         | France             | Die Kameliendame (de)                                               | Ballet        | Chopin (Frédéric)              | Meumeier (John)                                                                             | 1978              | Allemagne          |           |
| Dame aux camélias (La)                          | Littérature Théâtre | Dumas fils (Alexandre)                  |                                                    | 1848 1852         | France             | Dame aux camélias (La)                                              | Ballet        | Verdi (Giuseppe)               | Lefebvre (Jorge)                                                                            | 1980              | Belgique           |           |
| Dame de pique (La)                              | Littérature         | Pouchkine (Alexandre)                   |                                                    | 1852              | Russie             | Dame de pique (La)                                                  | opéra         | Tchaïkovski (Piotr Ilitch)     | Tchaïkovski (Modeste)                                                                       | 1890              | Russie             |           |
| Dialogues des carmélites                        | Théâtre             | Bernanos (Georges)                      |                                                    | 1952              | France             | Dialogues des carmélites                                            | opéra         | Poulenc (Francis)              | Testi (Flavio)                                                                              | 1957              | Italie             |           |
| Don César de Bazan                              | Théâtre             | Dumanoir D'Ennery (Adolphe)             |                                                    | 1844              | France             | Maritana                                                            | opéra         | Wallace (William Vincent)      | Fitzball (Edward)                                                                           | 1845              | Royaume-Uni        |           |
| Don César de Bazan                              | Théâtre             | Dumanoir D'Ennery (Adolphe)             |                                                    | 1844              | France             | Don César de Bazan                                                  | Opéra-comique | Massenet (Jules)               | D'Ennery (Adolphe) Chantepie (Jules de)                                                     | 1872              | France             |           |
| Don Carlos                                      |                     |                                         |                                                    |                   |                    |                                                                     |               |                                |                                                                                             |                   |                    |           |
| Don Quichotte                                   |                     |                                         |                                                    |                   |                    |                                                                     |               |                                |                                                                                             |                   |                    |           |
| Electre                                         |                     |                                         |                                                    |                   |                    |                                                                     |               |                                |                                                                                             |                   |                    |           |
| Enéide                                          |                     |                                         |                                                    |                   |                    |                                                                     |               |                                |                                                                                             |                   |                    |           |
| Eugène Onéguine                                 |                     |                                         |                                                    |                   |                    |                                                                     |               |                                |                                                                                             |                   |                    |           |
|                                                 | Histoire            |                                         | Faust (Johan Georg)                                | 1480              | Allemagne          |                                                                     |               |                                |                                                                                             |                   |                    |           |
| Fiancée de Lammermoor (La)                      | Roman               | Walter Scott                            |                                                    |                   | Ecosse             | Lucia di Lammermoor                                                 | opéra         | Gaetano Donizetti              |                                                                                             |                   |                    |           |
| Guerre et Paix                                  |                     |                                         |                                                    |                   |                    |                                                                     |               |                                |                                                                                             |                   |                    |           |
| Hamlet                                          |                     |                                         |                                                    |                   |                    |                                                                     |               |                                |                                                                                             |                   |                    |           |
| Hernani                                         |                     |                                         |                                                    |                   |                    |                                                                     |               |                                |                                                                                             |                   |                    |           |
| Halte Hulda                                     | Théâtre             | Bjørnson (Bjørnstjerne)                 |                                                    | 1858              | Norvège            | Hulda                                                               | opéra         | Franck (César)                 | Grandmougin (Charles)                                                                       | 1894              | Monaco             |           |
| Ingénu (L')                                     |                     |                                         |                                                    |                   |                    |                                                                     |               |                                |                                                                                             |                   |                    |           |
| Iphigénie à Aulis                               |                     |                                         |                                                    |                   |                    |                                                                     |               |                                |                                                                                             |                   |                    |           |
| Iphigénie en Tauride                            |                     |                                         |                                                    |                   |                    |                                                                     |               |                                |                                                                                             |                   |                    |           |
| Ivanhoé                                         |                     |                                         |                                                    |                   |                    |                                                                     |               |                                |                                                                                             |                   |                    |           |
| Jolie Fille de Perth (La)                       | Littérature         | Scott (Walter)                          |                                                    | 1828              | Écosse             | Jolie fille de Perth (La)                                           | opéra         | Bizet (Georges)                | Vernoy de Saint-Georges (Jules-Henri) Adenis (Jules)                                        | 1867              | France             |           |
| Joueur (Le)                                     |                     |                                         |                                                    |                   |                    |                                                                     |               |                                |                                                                                             |                   |                    |           |
| Joyeuses Commères de Windsor (Les)              |                     |                                         |                                                    |                   |                    |                                                                     |               |                                |                                                                                             |                   |                    |           |
| Locandiera (La)                                 |                     |                                         |                                                    |                   |                    |                                                                     |               |                                |                                                                                             |                   |                    |           |
| Lucrèce Borgia                                  |                     |                                         |                                                    |                   |                    |                                                                     |               |                                |                                                                                             |                   |                    |           |
| Macbeth                                         |                     |                                         |                                                    |                   |                    |                                                                     |               |                                |                                                                                             |                   |                    |           |
|                                                 | Histoire            |                                         | Merrick (Joseph)                                   | 1862              | France             | Joseph Merrick dit Elephant man                                     | opéra         | Petitgirard (Laurent)          | Nonn (Éric)                                                                                 | 2002              | République tchèque |           |
| Manon Lescaut                                   | Roman               | Abbé Prévost                            |                                                    |                   | France             | Manon                                                               | opéra         | Massenet (Jules)               |                                                                                             |                   | France             |           |
| Manon Lescaut                                   | Roman               | Abbé Prévost                            |                                                    |                   | France             | Manon Lescaut                                                       | opéra         | Puccini (Giacomo)              |                                                                                             |                   |                    |           |
| Mariage de Figaro (Le)                          |                     |                                         |                                                    |                   |                    |                                                                     |               |                                |                                                                                             |                   |                    |           |
| Marion Delorme                                  |                     |                                         |                                                    |                   |                    |                                                                     |               |                                |                                                                                             |                   |                    |           |
| Médée                                           |                     |                                         |                                                    |                   |                    |                                                                     |               |                                |                                                                                             |                   |                    |           |
| Mère coupable (La)                              |                     |                                         |                                                    |                   |                    |                                                                     |               |                                |                                                                                             |                   |                    |           |
| Métamorphoses (Les)                             | Littérature         | Ovide                                   | Daphné                                             | Ier siècle        | Rome antique       | Dafne (it)                                                          | opéra         | Peri (Jacopo)                  | Rinuccini (Ottavio)                                                                         | 1597              | Italie             |           |
| Métamorphoses (Les)                             | Littérature         | Ovide                                   | Phaéton                                            | Ier siècle        | Rome antique       | Phaéton                                                             | opéra         | Lully (Jean-Baptiste)          | Quinault (Philippe)                                                                         | 1683              | France             |           |
| Métamorphoses (Les)                             | Littérature         | Ovide                                   | Acis Galatée                                       | Ier siècle        | Rome antique       | Acis et Galatée                                                     | opéra         | Lully (Jean-Baptiste)          | Galbert de Campistron (Jean)                                                                | 1686              | France             |           |
| Métamorphoses (Les)                             | Littérature         | Ovide                                   | Acis Galatée                                       | Ier siècle        | Rome antique       | Acis and Galatea                                                    | opéra         | Haendel (Georg Friedrich)      | Gay (John)                                                                                  | 1732              | Royaume-Uni        |           |
| Métamorphoses (Les)                             | Littérature         | Ovide                                   | Daphné                                             | Ier siècle        | Rome antique       | Daphne                                                              | opéra         | Strauss (Richard)              | Gregor (Joseph)                                                                             | 1938              | Allemagne          |           |
| Métamorphoses ou l'Âne d'or (Les)               | Littérature         | Apulée                                  | Psyché                                             | IIe siècle        | Rome antique       | Psyché                                                              | Ballet        | Lully (Jean-Baptiste)          | Molière, Corneille (Pierre), Quinault (Philippe) : livret Beauchamp (Pierre) : chorégraphie | 1671              | France             |           |
| Métamorphoses ou l'Âne d'or (Les)               | Littérature         | Apulée                                  | Psyché                                             | IIe siècle        | Rome antique       | Psyché                                                              | opéra         | Lully (Jean-Baptiste)          | Corneille (Thomas)                                                                          | 1678              | France             |           |
| Mirèio                                          | Littérature         | Mistral (Frédéric)                      |                                                    | 1859              | France             | Mireille                                                            | opéra         | Gounod (Charles)               | Carré (Michel)                                                                              | 1864              | France             |           |
| Monastère (Le)                                  |                     |                                         |                                                    |                   |                    |                                                                     |               |                                |                                                                                             |                   |                    |           |
| Nana                                            |                     |                                         |                                                    |                   |                    |                                                                     |               |                                |                                                                                             |                   |                    |           |
| Nibelungenlied                                  | Littérature         |                                         |                                                    | 1203 ou 1205      | Allemagne          | L'Or du Rhin (Das Rheingold)                                        | opéra         | Wagner (Richard)               | Wagner (Richard)                                                                            | 1869              | Allemagne          |           |
| Nibelungenlied                                  | Littérature         |                                         |                                                    | 1203 ou 1205      | Allemagne          | La Walkyrie (Die Walküre)                                           | opéra         | Wagner (Richard)               | Wagner (Richard)\|                                                                          | 1870              | Allemagne          |           |
| Nibelungenlied                                  | Littérature         |                                         |                                                    | 1203 ou 1205      | Allemagne          | Siegfried                                                           | opéra         | Wagner (Richard)               | Wagner (Richard)                                                                            | 1876              | Allemagne          |           |
| Nibelungenlied                                  | Littérature         |                                         |                                                    | 1203 ou 1205      | Allemagne          | Le Crépuscule des dieux (Götterdämmerung)                           | opéra         | Wagner (Richard)               | Wagner (Richard)                                                                            | 1876              | Allemagne          |           |
| Nibelungenlied                                  | Littérature         |                                         |                                                    | 1203 ou 1205      | Allemagne          | Sigurd                                                              | opéra         | Reyer (Ernest)                 | Locle (Camille du) Blau (Alfred)                                                            | 1884              | Belgique           |           |
| Notre-Dame de Paris                             |                     |                                         |                                                    |                   |                    |                                                                     |               |                                |                                                                                             |                   |                    |           |
| Odyssée (L')                                    | Littérature         | Homère                                  | Ulysse                                             | -850              | Grèce antique      | Ritorno d'Ulisse in patria (Il) (Le Retour d'Ulysse dans sa patrie) | opéra         | Monteverdi (Claudio)           | Badoaro (Giacomo)                                                                           | 1640              | Italie             |           |
| Oiseau bleu (L')                                |                     |                                         |                                                    |                   |                    |                                                                     |               |                                |                                                                                             |                   |                    |           |
| On ne badine pas avec l'amour                   |                     |                                         |                                                    |                   |                    |                                                                     |               |                                |                                                                                             |                   |                    |           |
|                                                 | Mythologie          |                                         | Orphée                                             |                   | Grèce antique      | Euridice                                                            | opéra         | Peri (Jacopo)                  | Rinuccini (Ottavio)                                                                         | 1600              | Italie             |           |
|                                                 | Mythologie          |                                         | Orphée                                             |                   | Grèce antique      | Euridice                                                            | opéra         | Caccini (Giulio)               | Rinuccini (Ottavio)                                                                         | 1602              | Italie             |           |
|                                                 | Mythologie          |                                         | Orphée                                             |                   | Grèce antique      | L'Orfeo                                                             | opéra         | Monteverdi (Claudio)           | Striggio (Alessandro)                                                                       | 1607              | Italie             |           |
|                                                 | Mythologie          |                                         | Orphée                                             |                   | Grèce antique      | Orphée et Eurydice                                                  | opéra         | Gluck (Christoph Willibald)    | Calzabigi (Ranieri de’)                                                                     | 1762              | Autriche           |           |
|                                                 | Mythologie          |                                         | Orphée                                             |                   | Grèce antique      | Orphée aux Enfers                                                   | opéra         | Offenbach (Jacques)            | Crémieux (Hector) Halévy (Ludovic)                                                          | 1858              | France             |           |
|                                                 | Mythologie          |                                         | Orphée                                             |                   | Grèce antique      | Orpheus                                                             | Ballet        | Stravinsky (Igor)              | Balanchine (George)                                                                         | 1947              | États-Unis         |           |
| Othello ou le Maure de Venise                   |                     |                                         |                                                    |                   |                    |                                                                     |               |                                |                                                                                             |                   |                    |           |
| Peau de chagrin (La)                            | Littérature         | Balzac (Honoré de)                      |                                                    | 1831              | France             | Peau de chagrin (La)                                                | opéra         | Levadé (Charles-Gaston)        | Carré (Michel) Decourcelle (Pierre)                                                         | 1929              | France             |           |
| Peau de chagrin (La)                            | Littérature         | Balzac (Honoré de)                      |                                                    | 1831              | France             | Tödlichen Wünsche (Die) (Les Vœux mortels)                          | opéra         | Klebe (Giselher)               | Klebe (Giselher)                                                                            | 1959              | Allemagne          |           |
| Peau de chagrin (La)                            | Littérature         | Balzac (Honoré de)                      |                                                    | 1831              | France             | Os de chagrin (L')                                                  | Ballet        | Youri Khanon                   | Youri Khanon                                                                                | 1989              | Russie             |           |
| Peau de chagrin (La)                            | Littérature         | Balzac (Honoré de)                      |                                                    | 1831              | France             | Os de chagrin (L')                                                  | opéra         | Youri Khanon                   | Youri Khanon                                                                                | 1990              | Russie             |           |
| Pelléas et Mélisande                            | Théâtre             | Maeterlinck (Maurice)                   |                                                    | 1893              | Belgique           | Pelléas et Mélissande                                               | opéra         | Debussy (Claude)               | Maeterlinck (Maurice)                                                                       | 1902              | France             |           |
| Phèdre                                          | Théâtre             | Racine (Jean)                           |                                                    | 1677              | France             | Hippolyte et Aricie                                                 | opéra         | Rameau (Jean-Philippe)         | Pellegrin (Simon-Joseph)                                                                    | 1733              | France             |           |
| Polyeucte                                       |                     |                                         |                                                    |                   |                    |                                                                     |               |                                |                                                                                             |                   |                    |           |
| Pucelle d'Orléans (La) (de)                     |                     |                                         |                                                    |                   |                    |                                                                     |               |                                |                                                                                             |                   |                    |           |
| Puritains d'Écosse (Les)                        |                     |                                         |                                                    |                   |                    |                                                                     |               |                                |                                                                                             |                   |                    |           |
| Rêve (Le)                                       |                     |                                         |                                                    |                   |                    |                                                                     |               |                                |                                                                                             |                   |                    |           |
| Revizor (Le)                                    |                     |                                         |                                                    |                   |                    |                                                                     |               |                                |                                                                                             |                   |                    |           |
| Roi s'amuse (Le)                                |                     |                                         |                                                    |                   |                    |                                                                     |               |                                |                                                                                             |                   |                    |           |
| Roméo et Juliette                               |                     |                                         |                                                    |                   |                    |                                                                     |               |                                |                                                                                             |                   |                    |           |
| Rôtisserie de la reine Pédauque (La)            | Littérature         | France (Anatole)                        |                                                    | 1892              | France             | Rôtisserie de la reine Pédauque (La)                                | opéra         | Levadé (Charles-Gaston)        | ?                                                                                           | 1934              | France             |           |
| Rouslan et Ludmila                              |                     |                                         |                                                    |                   |                    |                                                                     |               |                                |                                                                                             |                   |                    |           |
| Roussalka (La)                                  |                     |                                         |                                                    |                   |                    |                                                                     |               |                                |                                                                                             |                   |                    |           |
| Ruy Blas                                        | Théâtre             | Hugo (Victor)                           |                                                    | 1838              | France             | Ruy Blas                                                            | opéra         | Marchetti (Filippo)            | Ormeville (Carlo d')                                                                        | 1869              | Italie             |           |
| Salomé                                          | Théâtre             | Wilde (Oscar)                           |                                                    |                   | Angleterre         |                                                                     |               |                                |                                                                                             |                   |                    |           |
| Salammbô                                        | Littérature         | Flaubert (Gustave)                      | Guerre des Mercenaires                             | 1862              | France             | Salammbô                                                            | opéra         | Reyer (Ernest)                 | Locle (Camille du)                                                                          | 1890              | Belgique           |           |
| Scènes de la vie de Bohème                      | Roman               | Henry Murger                            |                                                    | 1851              | France             | La Bohème                                                           | opéra         | Giacomo Puccini                | Giacosa et Illica                                                                           | 1896              | Italie             |           |
| Sémiramis                                       |                     |                                         |                                                    |                   |                    |                                                                     |               |                                |                                                                                             |                   |                    |           |
| Songe d'une nuit d'été (Le)                     |                     |                                         |                                                    |                   |                    |                                                                     |               |                                |                                                                                             |                   |                    |           |
| Souffrances du jeune Werther (Les)              | Littérature         | Goethe                                  |                                                    | 1774              | Saint-Empire       | Werther                                                             | opéra         | Jules Massenet                 | Blau (Édouard) Milliel (Paul) Hartmann (Georges)                                            | 1892              | Autriche           |           |
| Souvenirs de la maison des morts                |                     |                                         |                                                    |                   |                    |                                                                     |               |                                |                                                                                             |                   |                    |           |
| Tarass Boulba                                   |                     |                                         |                                                    |                   |                    |                                                                     |               |                                |                                                                                             |                   |                    |           |
| Trovador (El) (es)                              | Théâtre             | García Gutiérrez (Antonio)              |                                                    | 1836              | Espagne            | Trovatore (Il) Le Trouvère                                          | opéra         | Verdi (Giuseppe)               | Cammarano (Salvatore) Bardare (Leone Emanuele)                                              | 1853              | Italie             |           |
| Trovatore (Il)                                  | Littérature         | Cammarano (Salvatore)                   |                                                    | 1853              | Italie             | Trouvère (Le)                                                       | opéra         | Verdi (Giuseppe)               | Pacini (Émilien)                                                                            | 1857              | France             |           |
|                                                 | Histoire            |                                         | Vêpres siciliennes                                 | 1282              | Italie             | Vêpres siciliennes (Les)                                            | opéra         | Verdi (Giuseppe)               | Scribe (Eugène) Duveyrier (Charles)                                                         | 1855              | France             |           |
| Veuve rusée (La)                                |                     |                                         |                                                    |                   |                    |                                                                     |               |                                |                                                                                             |                   |                    |           |
| Zaïre                                           |                     |                                         |                                                    |                   |                    |                                                                     |               |                                |                                                                                             |                   |                    |           |